# 卡斯凯什
卡斯凯什是位于葡萄牙西部里斯本大区的一座沿海城市，面积97.4平方公里，人口181,444人。